# Anne-Marie Berglund
Anne-Marie Berglund (Espoo, 31 de enero de 1952-Estocolmo, 6 de marzo de 2020) fue una escritora sueca que se adentró en varios géneros, entre ellos la poesía y el cuento. 

## Carrera literaria
Tras su debut en 1977 con Luftberusningen, Berglund abordó en sus escritos «la búsqueda de una nueva identidad y forma de relacionarse con la condición femenina».

## Premios
Recibió varios reconocimientos, entre ellos el Premio Dobloug de la Academia Sueca en 2002.

## Obra
- 1977 — Luftberusningen (Coeckelberghs)
- 1978 — Mellan extas och fångenskap (Alba)
- 1980 — En ödets gunstling (Alba) (novellsamling)
- 1983 — Flicklekar (Alba)
- 1987 — Staden vid gränsen (Alba)
- 1989 — Dansa min flicka (Alba)
- 1990 — Kvinnorna klär sig till brudar i år (Agora)
- 1991 — Dam med dåligt rykte på sin vanliga runda (Alba)
- 1994 — Raserier (Bonnier Alba)
- 1997 — Episoderna: 33 reseminiatyrer (Studiekamraten)
- 2000 — Jag vill stå träd nu (Bonnier)
- 2002 — Dagen då jag tog ledigt från romanen (Lejd)
- 2005 — Breven till mamma (Bonnier)

### Traducción al francés
- Entre extase et captivité. La Souveraine des coccinelles [« Mellan extas och fångenskap. Nyckelpigornas härskarinna »], trad. Jacques Macau, Borlänge, Suecia. Ed. Jacques Macau, 1977, 38 p. BNF 362052667

- Poète de la vie désespérée, trad. Jacques Macau, Borlänge, Suecia. Ed. Jacques Macau, 1977, 39 p. BNF 36205267k

- À la frontière [« Staden vid gränsen »], trad. Jean-Baptiste Brunet-Jailly, Aix-en-Provence, Francia. Ed. Alinéa, coll. « Novella » 1990, 119 p. ISBN 2-7401-0004-3

- Les Momies de la plage [« Strandmumier »], trad. de Jacques Outin, Saint-Nazaire, Francia, Maison des écrivains étrangers et des traducteurs de Saint-Nazaire, 1996, 56 p. ISBN 2-903945-62-4